# 15575 Manyakumar
A 15575 Manyakumar (ideiglenes jelöléssel (15575) 2000 GC68) a Naprendszer kisbolygóövében található aszteroida. A LINEAR projekt keretében fedezték fel 2000. április 5-én.